# Đỗ Hùng Dũng
Đỗ Hùng Dũng (sinh ngày 8 tháng 9 năm 1993) là một cầu thủ bóng đá chuyên nghiệp người Việt Nam hiện đang thi đấu ở vị trí tiền vệ cho câu lạc bộ Hà Nội và đội tuyển bóng đá quốc gia Việt Nam. Anh từng là chủ nhân của Quả bóng vàng Việt Nam vào năm 2019.

## Thời thơ ấu
Đỗ Hùng Dũng sinh tại thị trấn Yên Viên, huyện Gia Lâm, ngoại thành Hà Nội. Khi 9 tuổi, Hùng Dũng đã sớm bộc lộ năng khiếu chơi bóng nhưng anh bị bố nhiều lần phản đối theo nghiệp cầu thủ. Dù vậy mong muốn thành cầu thủ của Hùng Dũng được mẹ ủng hộ. Cuối cùng, được sự đồng ý của cả gia đình, anh gia nhập lớp năng khiếu của Hà Nội.

## Sự nghiệp câu lạc bộ

### Hà Nội
Năm 2011, Đỗ Hùng Dũng được triệu tập vào U-17 Hà Nội T&T. Đến năm 2015, Hùng Dũng cùng U-21 Hà Nội T&T giành chức vô địch U-21 Quốc gia và được bầu chọn vào đội hình tiêu biểu của giải đấu. Cũng trong năm này, Hùng Dũng thi đấu ở giải Hạng Nhất cho câu lạc bộ Hà Nội  (sau được đổi tên thành câu lạc bộ Sài Gòn) theo dạng cho mượn và đóng góp 2 bàn thắng giúp đội giành vé tham dự V.League 2016.
Năm 2016, Hùng Dũng được gọi vào đội 1 Hà Nội T&T. Đây là mùa giải V.League đầu tiên của Hùng Dũng, khi anh đóng góp 4 bàn thắng giúp Hà Nội T&T lần thứ 3 đăng quang tại Giải bóng đá vô địch quốc gia. Những mùa giải sau đó, Đỗ Hùng Dũng trở thành một trong những mắt xích quan trọng giúp đội bóng thủ đô đạt được nhiều danh hiệu.
Đỗ Hùng Dũng được đánh giá là một trong những tiền vệ đánh chặn xuất sắc nhất Đông Nam Á ở thời điểm hiện tại không chỉ ở khía cạnh phòng ngự mà còn cả lối chơi bóng cực kỳ thông minh của mình. Khác với những tiền vệ phòng ngự thông thường lối chơi của anh thường đặt nặng đầu óc, kỹ thuật cá nhân giúp anh có thể thoát pressing của đối phương và thường hiếm khi phải dùng những pha phá bóng thô bạo để đoạt lại bóng. Nhãn quan chiến thuật, khả năng đọc trận đấu giúp anh có thể kiểm soát bóng, cầm nhịp, phân phối bóng cho các vệ tinh xung quanh quanh mình giống như một tiền vệ kiến thiết lùi sâu. Trưởng thành từ lò đào tạo Hà Nội T&T nên Đỗ Hùng Dũng cũng là một trong những người hiểu rõ và nắm bắt được triết lý Tiqui-Taca mà huấn luyện viên Chu Đình Nghiêm lúc đó đang xây dựng cho câu lạc bộ Hà Nội T&T. Cựu huấn luyện viên của đội tuyển Việt Nam ông Henrique Calisto từng nhận xét về Đỗ Hùng Dũng: ''Nếu bạn xem trận đấu, bạn sẽ không thấy Đỗ Hùng Dũng ở đâu, nhưng khi bạn xem Hùng Dũng chơi bóng bạn sẽ thấy cả cục diện trận đấu''. Tầm ảnh hưởng của anh là không thể bàn cãi khi anh là một trong những trụ cột của cả Hà Nội T&T lẫn đội tuyển Việt Nam.
Tại giải đấu AFC Cup 2017, vượt qua các đồng đội ngoại binh, Hùng Dũng ghi được 4 bàn thắng, trở thành cầu thủ có nhiều pha lập công thứ 2 cho câu lạc bộ Hà Nội (tiền thân là Hà Nội T&T) ở giải đấu này sau Văn Quyết. Anh được trang thể thao Fox Sports bình chọn vào đội hình tiêu biểu vòng bảng AFC Cup 2017 khu vực ASEAN.
Tại vòng bảng AFC Cup 2019, Hà Nội FC đã xác lập chiến thắng đậm nhất lịch sử giải đấu khi vùi dập NagaWorld với tỷ số 10-0. Đỗ Hùng Dũng là người nâng tỷ số lên 5-0 trong chiến thắng kỷ lục này.
Ngày 23 tháng 3 năm 2021, trong trận đấu giữa Hà Nội gặp Thành phố Hồ Chí Minh trên sân Thống Nhất ở vòng 5 V.League 1 2021, Hùng Dũng gặp chấn thương nghiêm trọng sau một pha vào bóng thô bạo của Ngô Hoàng Thịnh. Anh bị gãy rời xương chân và phải dưỡng thương trong ít nhất một năm.

## Sự nghiệp quốc tế

### Cấp độ trẻ
Năm 2012, Đỗ Hùng Dũng được huấn luyện viên Hoàng Văn Phúc gọi vào đội tuyển U-19 Việt Nam tham dự vòng chung kết U-19 châu Á 2012.
Năm 2014, Đỗ Hùng Dũng được huấn luyện viên Miura Toshiya điền tên vào danh sách đội tuyển U-23 Việt Nam tham dự Á vận hội và vòng loại U-23 châu Á.
Năm 2018, anh là 1 trong 3 cầu thủ trên 23 tuổi được huấn luyện viên Park Hang-seo triệu tập lên đội tuyển U-23 Việt Nam dự ASIAD 18. Anh được thi đấu cả ba trận vòng bảng, nhưng đến trận đấu cuối, anh đã gặp phải một chấn thương ở cuối hiệp 1 và được thay bởi Phạm Đức Huy. Anh đã phải chia tay đội tuyển và về nước sớm để điều trị chấn thương.
Tháng 11 năm 2019, anh nằm trong 2 cầu thủ trên 22 tuổi (người còn lại là Nguyễn Trọng Hoàng) được huấn luyện viên Park Hang-seo tin tưởng lựa chọn bổ sung cho U-22 Việt Nam dự SEA Games 2019 vì sự đa năng và nền tảng thể lực tốt. Sau khi Quang Hải bị chấn thương, Hùng Dũng là người tiếp nhận chiếc băng đội trưởng của U-22 Việt Nam từ trận đấu với U-22 Singapore. Anh chơi nổi bật và góp 1 bàn thắng trong trận chung kết với U-22 Indonesia (trước đó là 1 bàn với U-22 Lào) để cùng các đồng đội lần đầu tiên giành được huy chương vàng môn bóng đá nam tại sân chơi khu vực.
Năm 2022, Hùng Dũng chính thức trở lại và đeo băng thủ quân U23 Việt Nam tham gia SEA Games 2021.

### Đội tuyển quốc gia

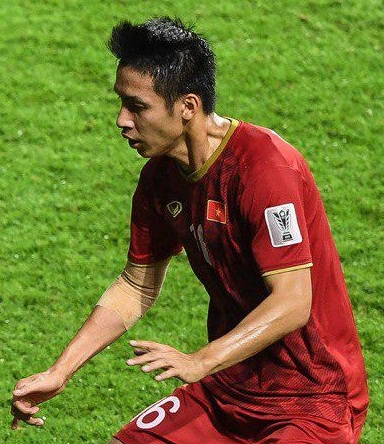
Hùng Dũng chơi cho Việt Nam tại AFC Asian Cup 2019

Tháng 10 năm 2018, Đỗ Hùng Dũng lần đầu tiên được triệu tập vào đội tuyển Việt Nam sau 3 mùa giải thi đấu tại V.League. Ngay trong năm đầu tiên khoác áo đội tuyển quốc gia, anh đã cùng các đồng đội giành chức vô địch AFF Cup 2018 và tiến vào trận tứ kết của AFC Asian Cup 2019.
Đến đầu năm 2021, trước khi vòng loại thứ 2 World Cup 2022 trở lại, Hùng Dũng đã gặp chấn thương kinh hoàng ở V.League. Anh đã phải rời xa sân cỏ một thời gian dài. Hùng Dũng lỡ hẹn 3 trận đấu cuối cùng vòng loại thứ 2 và 6 trận đấu của vòng loại thứ 3 World Cup 2022. Anh cũng lỡ hẹn cả với AFF Cup 2020 vì những lý do khách quan.

## Gia đình
- Bố mẹ: Đỗ Huy Toàn, Ngô Thanh Hiền
- Vợ: Triệu Mộc Trinh
- Con: Đỗ Gia Bảo
- Em gái: Đỗ Ngọc Trâm

## Thống kê sự nghiệp

### Quốc tế
Tính đến 10 tháng 9 năm 2024
| Đội tuyển quốc gia | Năm       | Trận | Bàn |
| ------------------ | --------- | ---- | --- |
| Việt Nam           |           |      |     |
| 2018               | 8         | 0    |     |
| 2019               | 11        | 0    |     |
| 2021               | 0         | 0    |     |
| 2022               | 9         | 1    |     |
| 2023               | 9         | 0    |     |
| 2024               | 8         | 0    |     |
| Tổng cộng          | Tổng cộng | 45   | 1   |

### Bàn thắng quốc tế tại các cấp đội tuyển quốc gia

#### Đội tuyển U-22/U-23 Việt Nam
| #  | Ngày              | Địa điểm                                 | Đối thủ   | Bàn thắng | Kết quả | Giải đấu                         |
| -- | ----------------- | ---------------------------------------- | --------- | --------- | ------- | -------------------------------- |
| 1. | 28 tháng 11, 2019 | Sân vận động bóng đá Biñan               | Lào       | 4–0       | 6–1     | Đại hội Thể thao Đông Nam Á 2019 |
| 2. | 10 tháng 12, 2019 | Sân vận động tưởng niệm Rizal            | Indonesia | 2–0       | 3–0     | Đại hội Thể thao Đông Nam Á 2019 |
| 3. | 6 tháng 5, 2022   | Sân vận động Việt Trì, Phú Thọ, Việt Nam | Indonesia | 2–0       | 3–0     | Đại hội Thể thao Đông Nam Á 2021 |
| 4. | 13 tháng 5, 2022  | Sân vận động Việt Trì, Phú Thọ, Việt Nam | Myanmar   | 1–0       | 1–0     | Đại hội Thể thao Đông Nam Á 2021 |

#### Việt Nam
| #  | Ngày                 | Địa điểm                                       | Đối thủ | Bàn thắng | Kết quả | Giải đấu     |
| -- | -------------------- | ---------------------------------------------- | ------- | --------- | ------- | ------------ |
| 1. | 21 tháng 12 năm 2022 | Sân vận động Quốc gia Lào mới, Viêng Chăn, Lào | Lào     | 2–0       | 6–0     | AFF Cup 2022 |

## Cuộc sống cá nhân
Đỗ Hùng Dũng là một cầu thủ đặc biệt, anh sống giản dị nhưng lại luôn rất khắt khe đối với bản thân. Trên sân bóng, anh tỏa sáng nhưng bằng phong cách rất điềm đạm, vững vàng. Đấy là tính cách đã ăn sâu vào Đỗ Hùng Dũng dù còn khá trẻ. Ngoài đường biên, cầu thủ này cũng đang xây dựng cho mình một cuộc sống cực kì bền vững.
Vào ngày 23 tháng 4 năm 2019, Đỗ Hùng Dũng đã tổ chức đám cưới với Triệu Mộc Trinh. Anh đã có người con trai đầu lòng vào ngày 29 tháng 10 năm 2019.

## Phong cách thi đấu
Đỗ Hùng Dũng là một tiền vệ toàn diện, không chỉ ở khía cạnh phòng ngự mà còn về lối chơi bóng đơn giản mà cực kỳ thông minh nhờ sở hữu lối chơi bóng hiện đại, biết nắm bắt thời cơ trong những pha đánh chặn những đợt lên bóng của đối phương, cùng khả năng dứt điểm từ xa đúng lúc giúp mang về bàn thắng cho đội nhà.
Là mẫu tiền vệ trung tâm toàn diện, Hùng Dũng liên tục di chuyển tạo sự hỗ trợ, sẵn sàng nhận bóng, xử lý đơn giản và hiệu quả. Đó là điều rất cần thiết trong chiến thuật của các huấn luyện viên từ câu lạc bộ Hà Nội tới đội tuyển quốc gia. Không chỉ hỗ trợ một cách ấn tượng khi đội nhà có bóng, phong cách thi đấu của Hùng Dũng trong các tình huống phòng ngự cũng đẳng cấp. Sự có mặt của Hùng Dũng trên sân không chỉ mang đến những dấu ấn trên khía cạnh chuyên môn, giúp tạo ra khoảng trống phía sau lưng cho những cầu thủ tuyến trên có nhiều thời gian để nhận bóng và hướng lên phía trước.

## Danh hiệu
Đôị trẻ Hà Nội
- Giải U-21 quốc gia: 2015

Hà Nội
- V.League 1: 2016, 2018, 2019, 2022
- Cúp quốc gia: 2019, 2020, 2022
- Siêu cúp Việt Nam: 2018, 2019, 2020, 2022

U-22/U-23 Việt Nam
- Đại hội Thể thao châu Á: 2018
- SEA Games: 2019, 2021

Việt Nam
- Giải vô địch bóng đá Đông Nam Á: 2018; á quân: 2022
- VFF Cup: 2022

Cá nhân
- Quả bóng vàng Việt Nam: 2019